# After
After — амерички љубавни филм из 2019. године, у режији Џени Гејџ, по сценарију Сузан Макмартин, Тамаре Честне и Џени Гејџ. Темељи се на истоименом роману AfterАне Тод. Главне улоге глуме Џозефина Лангфорд и Хиро Фајнс Тифин. Прати неискусну тинејџерку која започиње везу с мистериозном студентом током својих првих месеци колеџа.
Развој филмске адаптације романа почео је 2014. године, када је Paramount Pictures стекао права, а затим ангажовао Сузан Макмартин као сценаристкињу. Године 2017. CalMaple Media и Offspring Entertainment преузели су права, а Тамара Честина је ангажована да преради сценарио Макмартинове, док је редитељка Џени Гејџ надгледала коначне ревизије сценарија. Филм су произвели Voltage Pictures, Diamond Film Productions и Frayed Pages Entertainment. У мају 2018. Фајнс Тифин је добио главну улогу, поред Џулије Голдани Телес. Међутим, она је у јулу исте године одустала због сукоба у распореду, а заменила ју је Лангфордова. Снимање је почело 16. јула 2018, а завршено 24. августа исте године. Већина филма снимљена је у Џорџији.
Премијерно је приказан 8. априла 2019. у Лос Анђелесу, док је 12. априла пуштен у биоскопе у САД, односно 18. априла у Србији. Добио је углавном негативне критике, док су критичари сматрали да сценарио и нарација гламуризују насилне везе. Међутим, остварио је комерцијални успех зарадивши 69,7 милиона долара широм света, наспрам буџета од 14 милиона долара. Наставак, After: После судара, приказан је 2020. године.

## Радња
Вредна студенткиња Теса Јанг започиње прву годину колеџа с великим амбицијама. Она тачно зна шта жели да постигне и који пут треба да следи. Такав сређени живот, распашће се као кућа од карата када Теса упозна тајанственог Хардина Скота. Он носи таму у очима, тело му је покривено тетоважама и живи по сопственим правилима. Хардин је све што Теса жели да избегне, али након једног дружења на језеру, он ће постати све оно што она жели. Њихова веза неће бити ни једноставна ни у ружичастим тоновима, али сваки изазов с којим ће се суочити, учиниће њихову страст још снажнијом.

## Улоге
| Глумац            | Улога         |
| ----------------- | ------------- |
| Џозефина Лангфорд | Теса Јанг     |
| Хиро Фајнс Тифин  | Хардин Скот   |
| Селма Блер        | Керол Јанг    |
| Инана Саркис      | Моли Самјуелс |
| Шејн Пол Макги    | Ландон Гибсон |
| Хадиџа Ред Тандер | Стеф Џоунс    |
| Пија Мија         | Тристан       |
| Самјуел Ларсен    | Зед Еванс     |
| Дилан Арнолд      | Ноа Портер    |
| Џенифер Билс      | Карен Скот    |
| Питер Галагер     | Кен Скот      |